# ファミリートレーナー 突撃!風雲たけし城
『ファミリートレーナー 突撃!風雲たけし城』（ファミリートレーナー とつげきふううんたけしじょう）とは1987年12月28日にバンダイ(後のバンダイナムコエンターテインメント)によって発売されたファミリーコンピュータ用コンピュータゲームソフトである。ファミリートレーナー専用。

## 概要
当時ビートたけしが組織するたけし軍団らが出演した視聴者参加型バラエティー番組『痛快なりゆき番組 風雲!たけし城』（TBS系）をゲーム化したものである。
ファミリートレーナーというマット型の体感コントローラーを足などで入力することで、キャラクターを操作する。数々の難関ステージをクリアしていき、最終的にたけし城の城主「殿（=たけし）」を倒すことが目的となる。
人気番組「ゲームセンターCX」第三シーズン第2回において、有野課長も本作をプレイしているが、クリアするには非常に体力が必要であり、運にも左右されるため満身創痍での挑戦となった。さらに最終戦では、マット上でカートを操作しなければならず苦戦を強いられたものの、5時間でゲームクリアを達成している。

## ステージ解説
3つの城を突破して城主たけしの待つ「たけし城」で最終決戦をおこなう。たけし城まで行くには第1～3の城をクリアしなくてはならない。第2の城・第3の城は第1の城と同じ難関。つまり基本的に3周しないとたけし城にたどりつけないため、かなりの体力と時間が必要になる。第1の城・第2の城・第3の城と難易度はだんだん上がっていく。
なお、第1の城・第2の城をクリアした時点でいきなりたけし城に行くこともできる(メニュー画面で選択可能)が、後述のスコアがライフになる点、アイテムが無い点でクリアは難しい。
難関をクリアすると、タイムに応じてスコアが加算される。そのスコアが最終決戦のライフとなる。難関はクリアできなくても次へ進めるが、スコアは加算されない。難関は制限時間内であれば、失敗しても何度でも挑戦できる。

### 第1～3の城
国境の関所
制限時間内に助走を付けてジャンプし、大きな壁をよじ登る。
竜神池
制限時間内に池に浮いている石をジャンプし、渡ればクリア。中には沈んでしまうダミーの石もある。
ジブラルタル海峡
制限時間内につり橋を渡りきる。スピードが速すぎたり、敵の砲撃をくらうとバランスを崩して落下してしまう。しゃがんで砲撃をよけながら進む。
ビーチボーイ&ギャルズ
制限時間内に自動的に進むサーフボードに乗って障害物をジャンプしたりしゃがんでよけてゴールまで進む。
戦場にかける橋
制限時間内に助走をつけてボードに乗り、指定されたゴールに止まればクリア。助走が足りなかったり、多すぎたりすると失敗。
悪魔の館
制限時間内に上下左右に移動出る館を進み、ゴールを目指す。移動した先が池だったり、悪魔につかまると失敗。
自由への壁
制限時間内に3枚の壁の内、どれかを選んで進んでいく。壁の先が池だったり、途中にいる敵「よろい注」に捕まるとアウト(破れない壁の場合は他の壁を選びなおせる)。罠の壁は固定なので何度か失敗を続けながら罠の場所を記憶していけばクリアできる。
栄光への脱出
唯一オリジナルの難関。制限時間内にカート車を操作してゴールまで進めばクリア。弾も撃てるが、敵は出現しない。クリアすると最終決戦で役立つアイテムをもらえる。アイテムは「カートのスピードアップ」「弾の飛距離アップ」「弾が1方向から3方向になる」の3つ。

### たけし城
カート戦
第1の城から第3の城で獲得したトータルスコアがライフとなって城主たけしと対決する。まずはザコ敵の攻撃をよけたり倒したりしながら前に進む。そして城まで進むと城主たけしが現れ、対決。たけしのカートは3方向に弾を撃ってくる。自機のカートは栄光の脱出で獲得したアイテムによって性能がアップする。自機のライフが無くなればゲームオーバー、たけしのライフが無くなればエンディング。